# Musée des Beaux-Arts et d'Archéologie de Châlons-en-Champagne
Pour les articles homonymes, voir Musée des Beaux-Arts et Musée des beaux-arts et d'archéologie.
Le musée des Beaux-Arts et d'Archéologie de Châlons-en-Champagne est un musée français installé place Godart. Il est créé en 1794 sous le nom de muséum départemental pour recueillir les biens mobiliers des émigrés et des maisons religieuses. Les frontons du musée sur la place Godart sont l'œuvre du sculpteur Gustave Navlet, en 1890-1891.
En 2018, il présente sur 800 m2 des collections permanentes et offre 300 m2 pour les expositions temporaires.

## Collections
Parmi la belle collection de peinture, on remarque un Paysage de neige par Joos de Momper, ancienne collection de Jacques Cazotte ; L'Enlèvement de Proserpine par Pluton de Pierre Brébiette, Saint Jérôme de Joos van Cleve collection Picot ; l'ensemble de peintures de Robert Antral, don de sa veuve, tableau de Joseph Navlet.

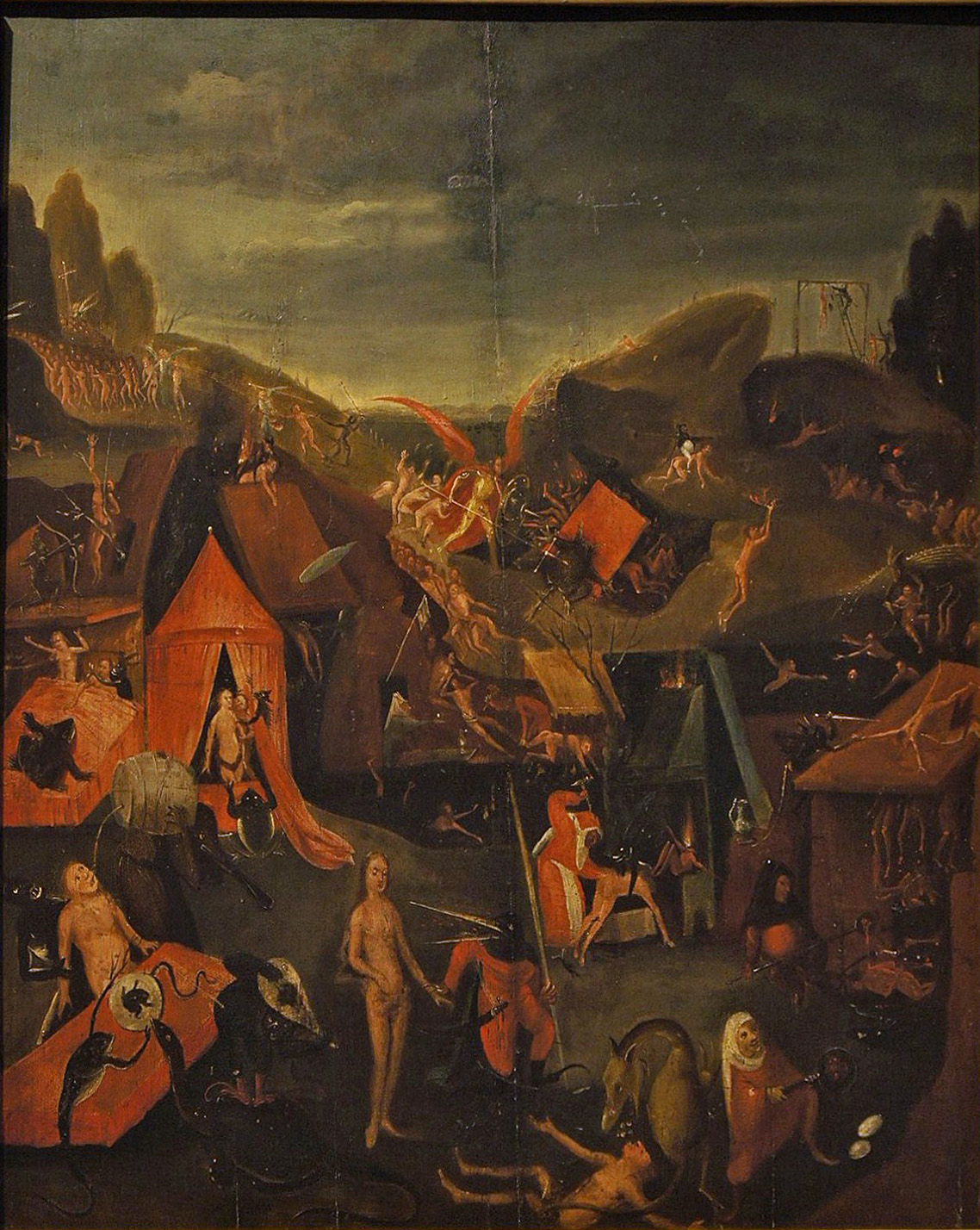
Scènes de l'enfer d'après Jérôme Bosch.
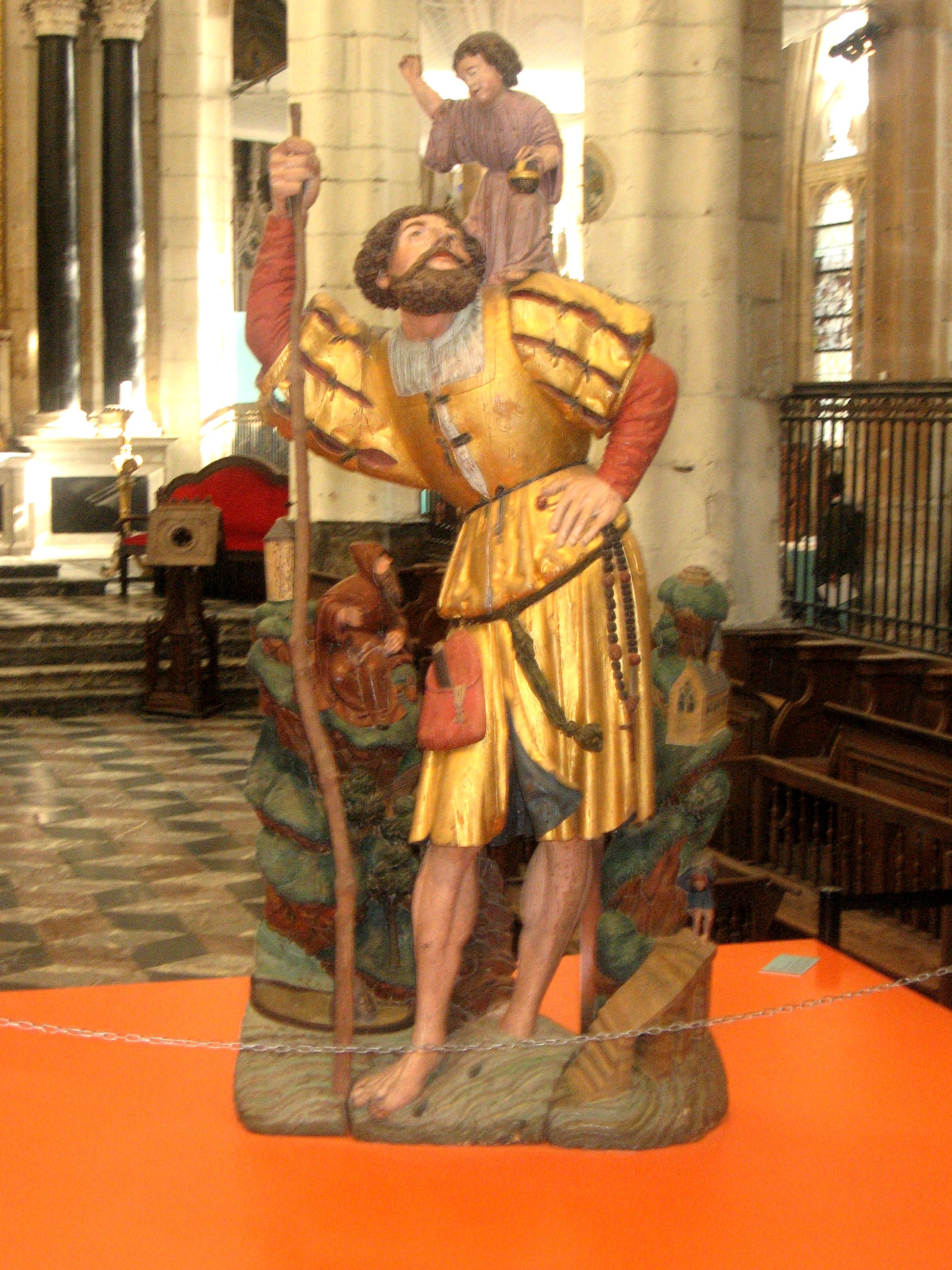
Saint Christophe, XVIe siècle.
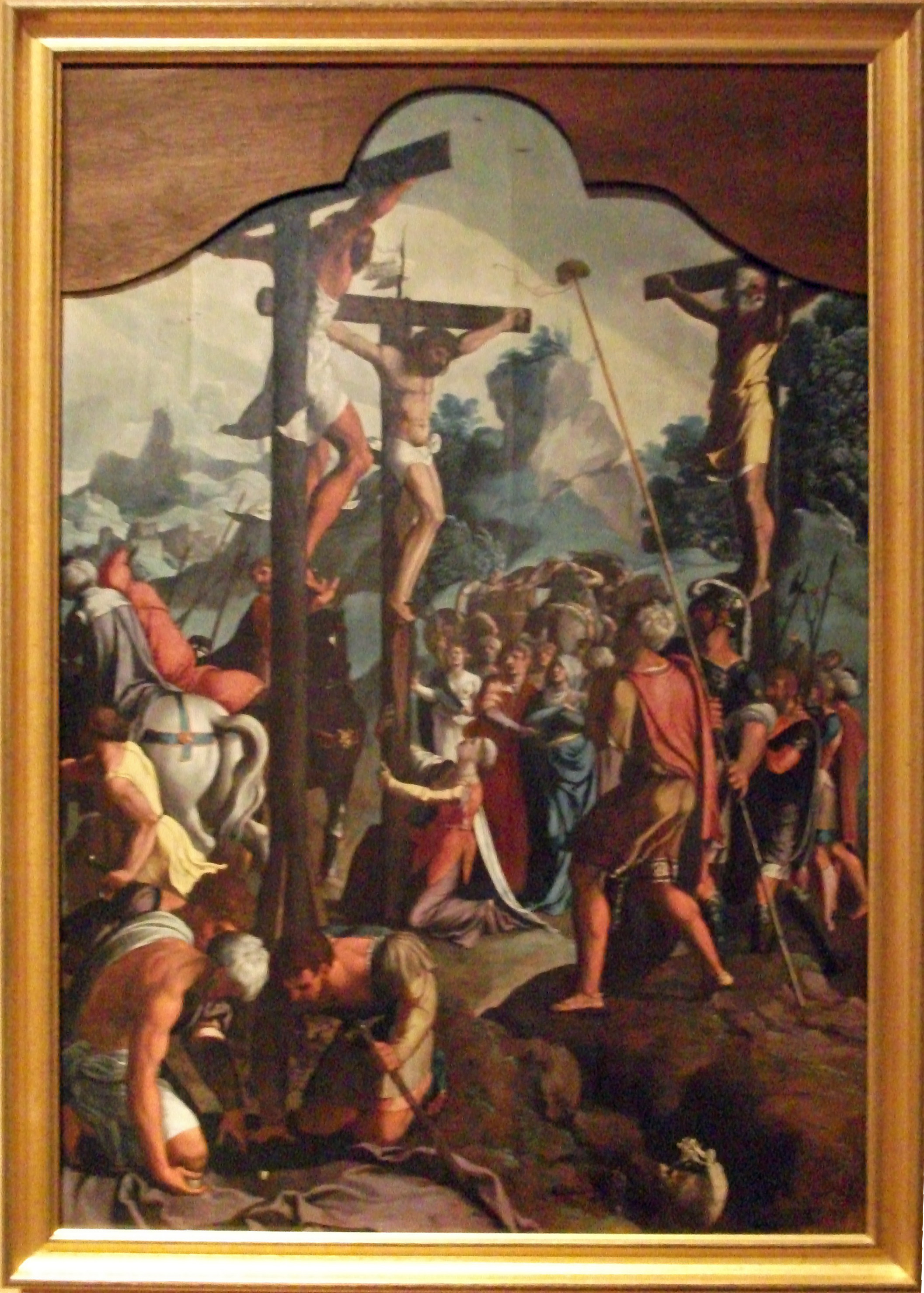
Crucifixion par Cornelis II Buys.

Plusieurs sculptures d'Auguste Rodin dont une dédiée à Léon Bourgeois, lauréat du prix Nobel de la paix en 1920. Une importante donation de 1872 par Pierre-Eugène Lamairesse de statues du Tamil Nadu a fait l'objet d'une exposition temporaire en 2013 mais n'est pas exposée de façon permanente actuellement.

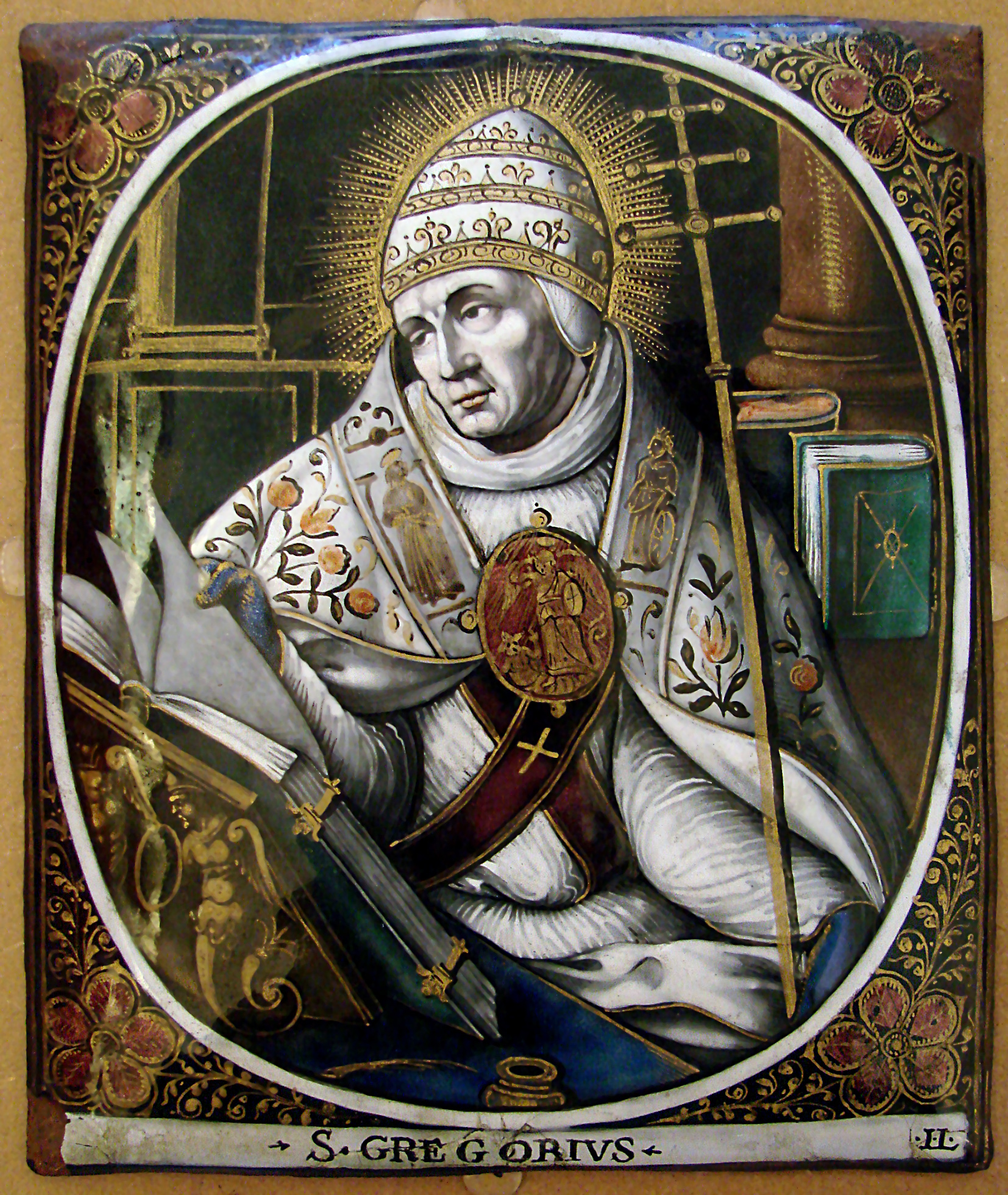
Saint Grégoire, émail Laudin.
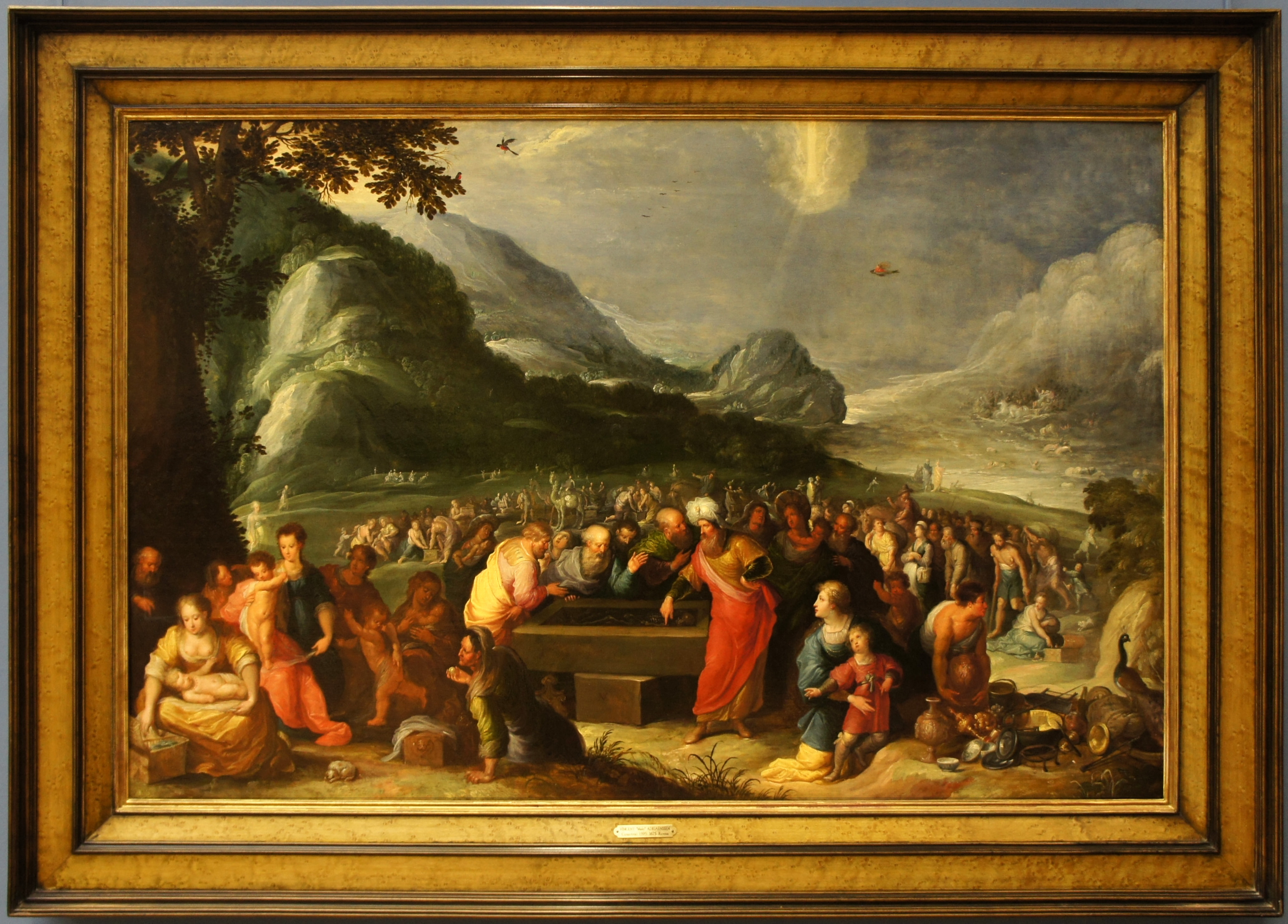
Moïse conduisant les Israélites en Terre promise, Vincent Adriaenssen, XVIIe s.
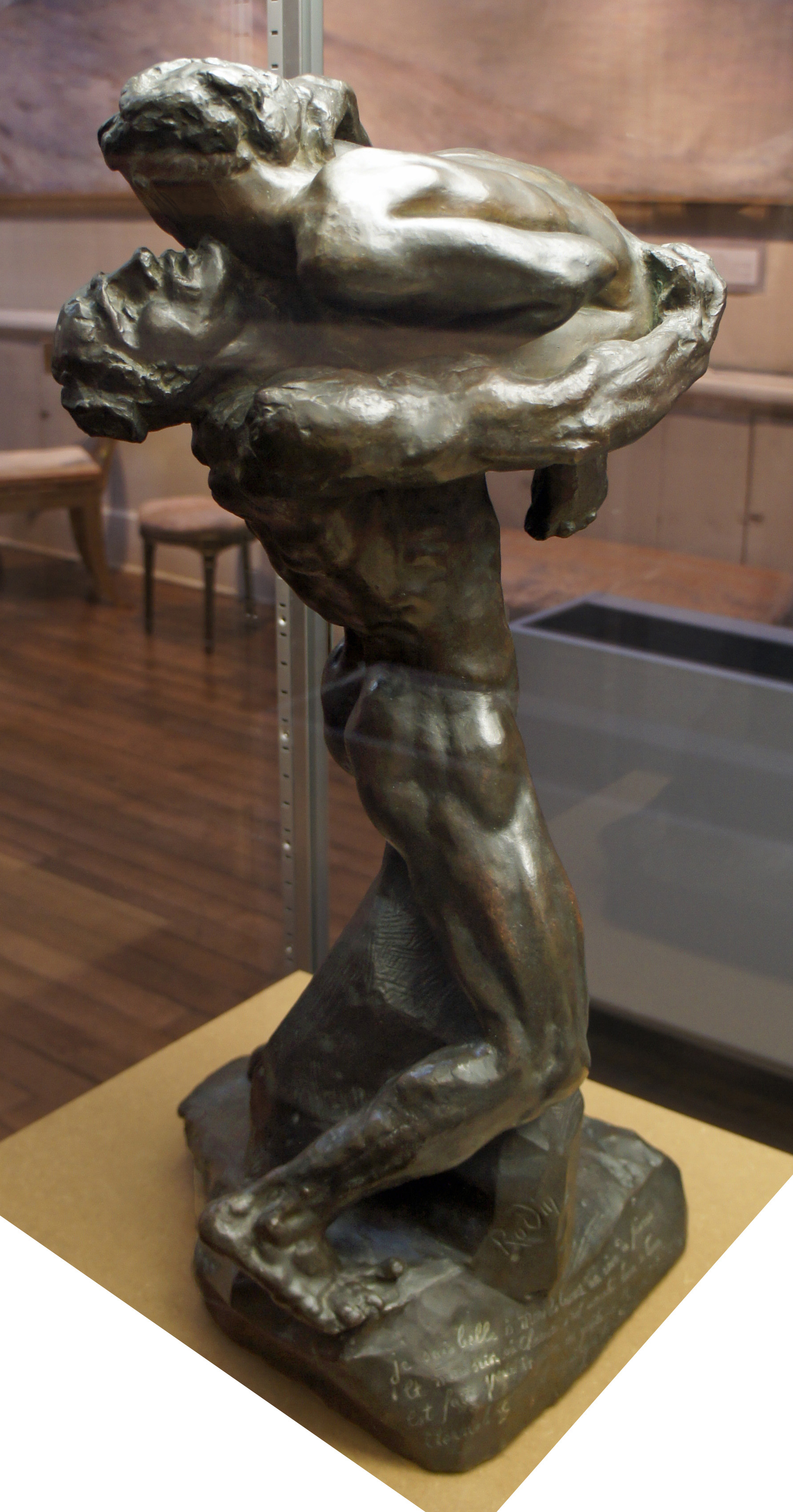
Je suis belle par Rodin.
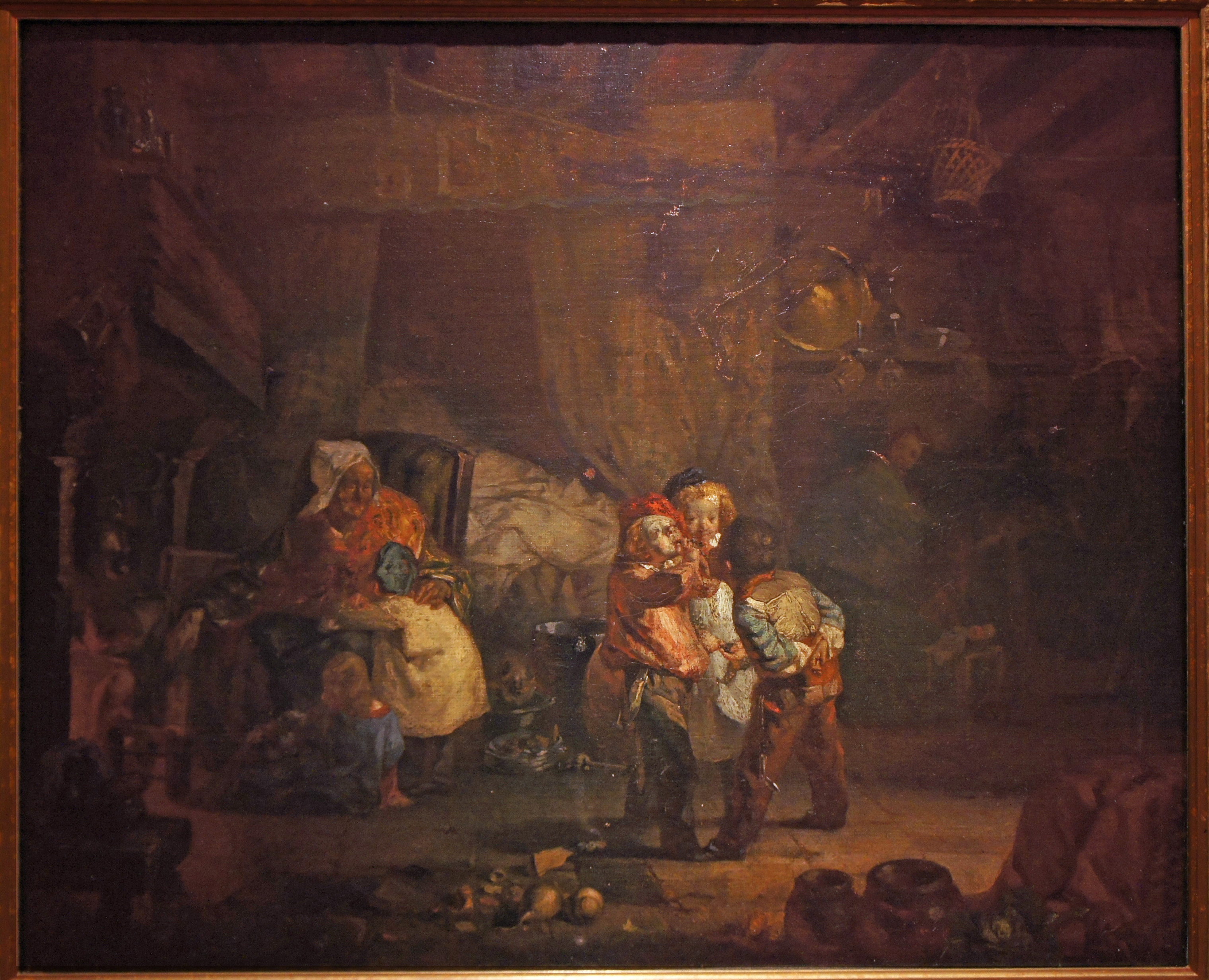
Intérieur rustique par Jean-François Millet.

Belle collection d'émaux des XVIe et XVIIe siècles de Léonard Limosin ou encore des familles Laudin ou Nouailher, ainsi que des plaques médianes de croix du XIIIe siècle, dans la salle d'archéologie médiévale; dans cette salle nombreuses sculptures et retables.
Le musée présente depuis 1976, la donation de Georges Mielle de 129 tableaux et dessins, des XVIe siècle au XXe siècle, comme un tableau de Otto van Veen dit Otto Vénius Assomption de la Vierge pour le XVIe siècle ; Jacques Courtois Bataille pour le XVIIe siècle, Louis-Joseph Le Lorrain Amour au tambourin pour le XVIIIe siècle ; Eugène Delacroix Bouquet de fleurs,  Jules Dupré La Fenaison,  Gustave Courbet Sentier enneigé en forêt, Sous-bois de Narcisse Díaz de la Peña pour le XIXe siècle ;  de Pierre Ambrogiani Le Port, Les Marquisans, de Louis Amalvy Le Val de la Garde Ademar, de Suzanne Tourte La Meule, pour le XXe siècle. Anciennement consacrée au mobilier du XVe siècle à l'Art nouveau, dont la harpe Hurtz, collection Picot, une salle est désormais entièrement consacrée à la donation Mielle-Cailloux.
Une nouvelle galerie est consacrée aux Châlonnais célèbres et met en lumière notamment l'inventeur de la conserve alimentaire Nicolas Appert où est présenté un dessin d'Ipoustéguy.

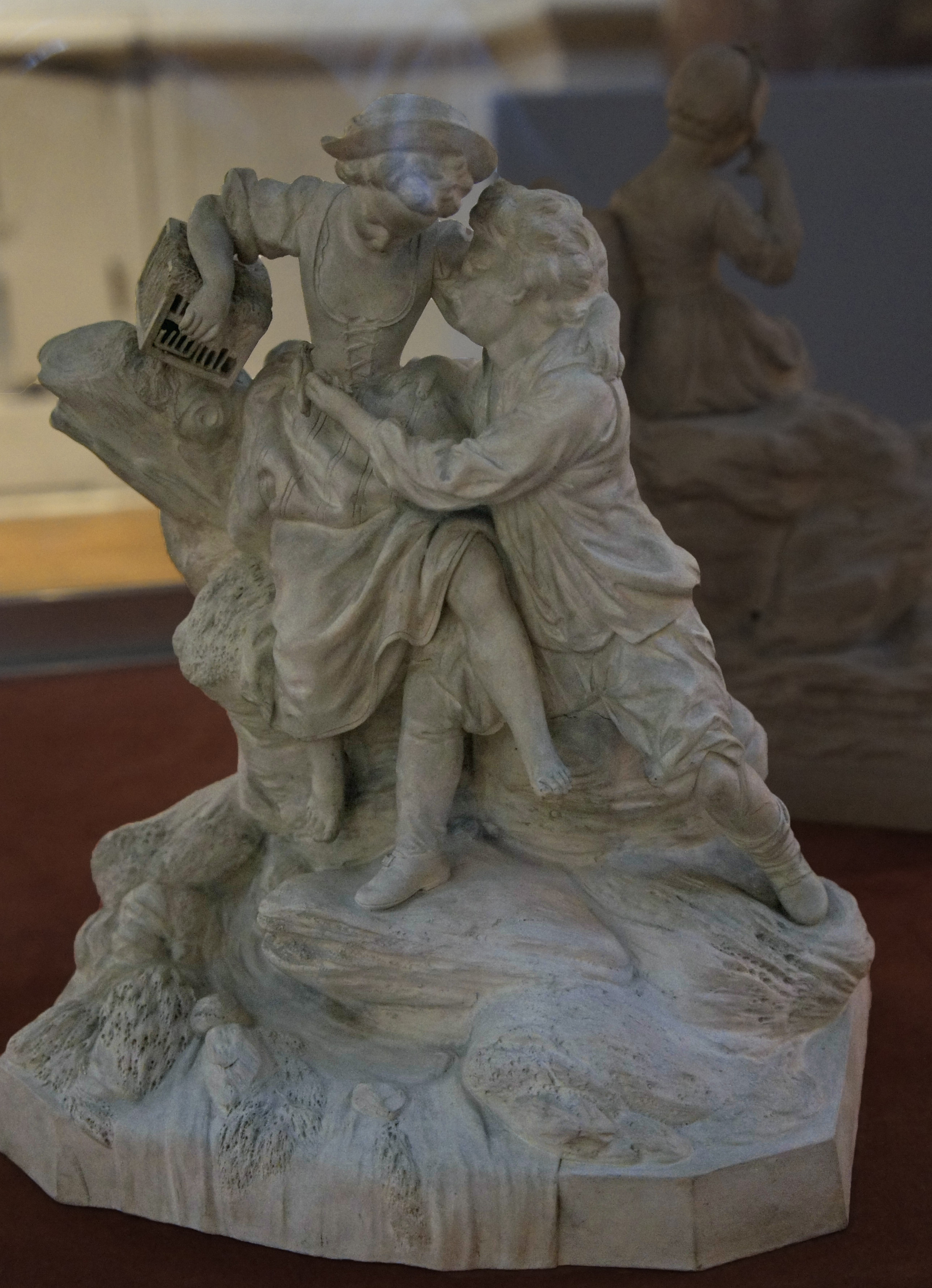
Oiseau libre par Paul-Louis Cyfflé .
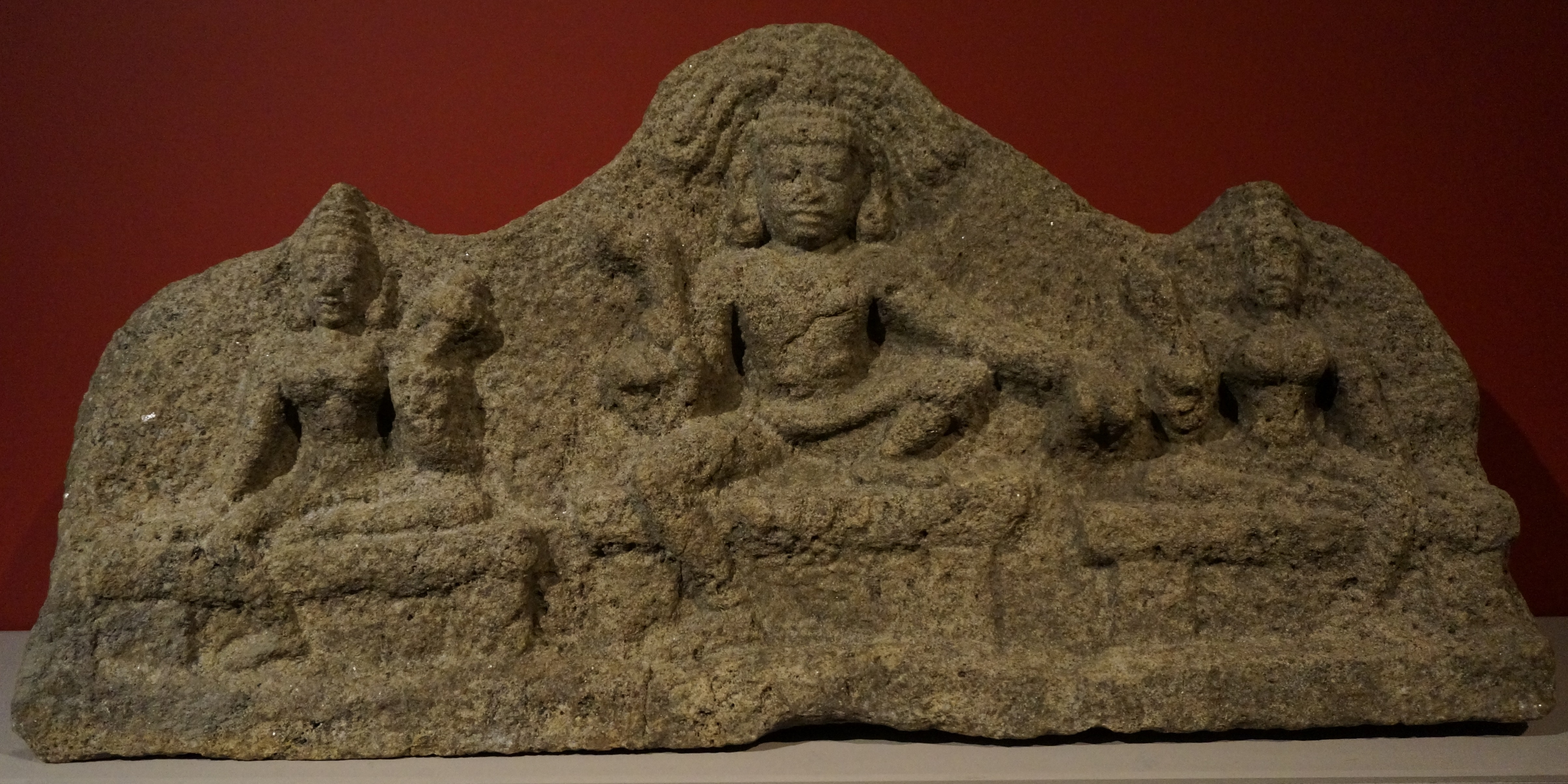
Aiyanar et ses deux épouses, donation Lamairesse.
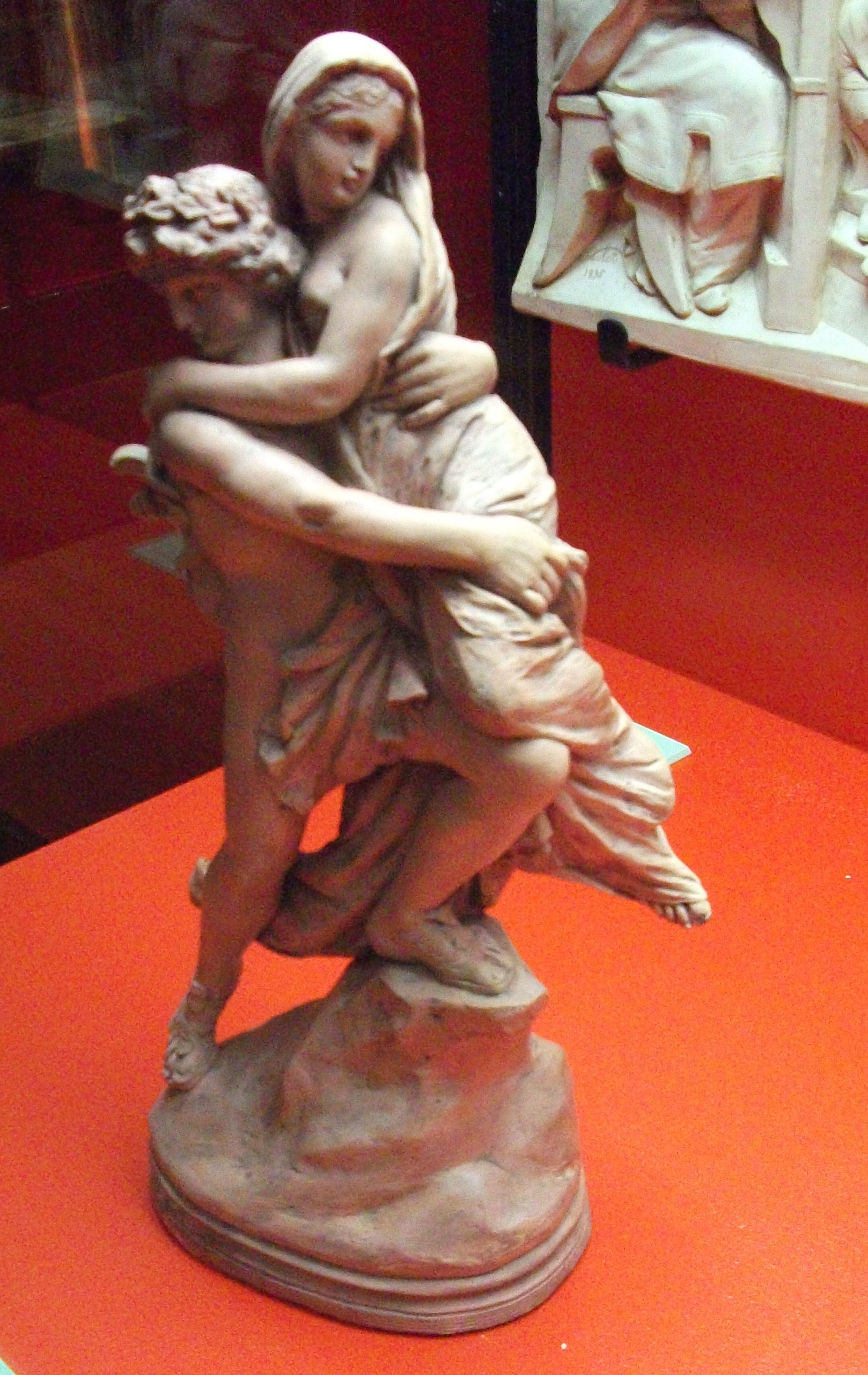
Orphée et Eurydice par Gustave Navlet.
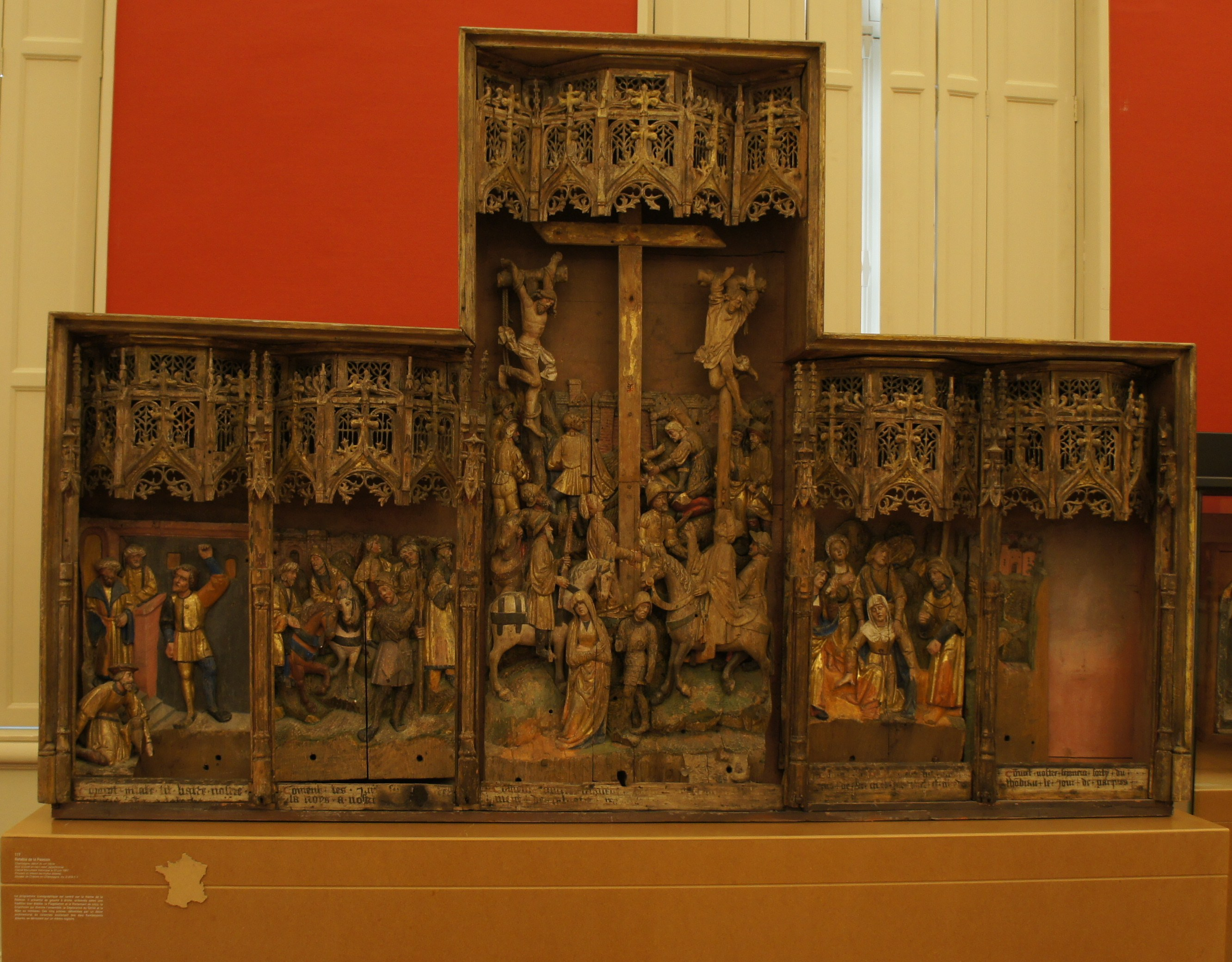
Retable de la Passion, XVIe siècle.

On peut découvrir, dans la salle Dorin-Tierry, une collection ornithologique de près de 2 000 oiseaux, une des plus importantes de France, de papillons, et une collection de fossiles.

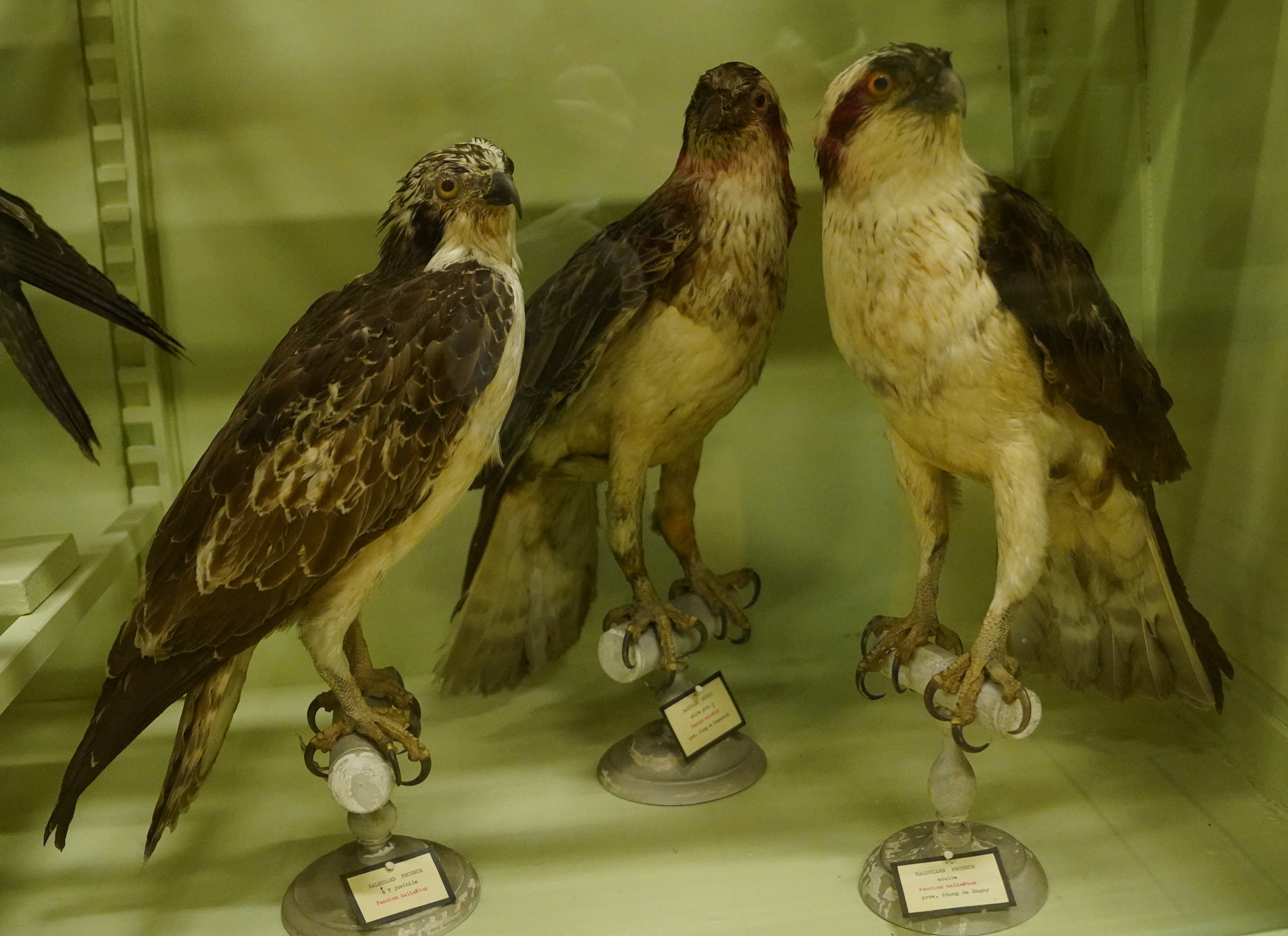
Balbuzards.
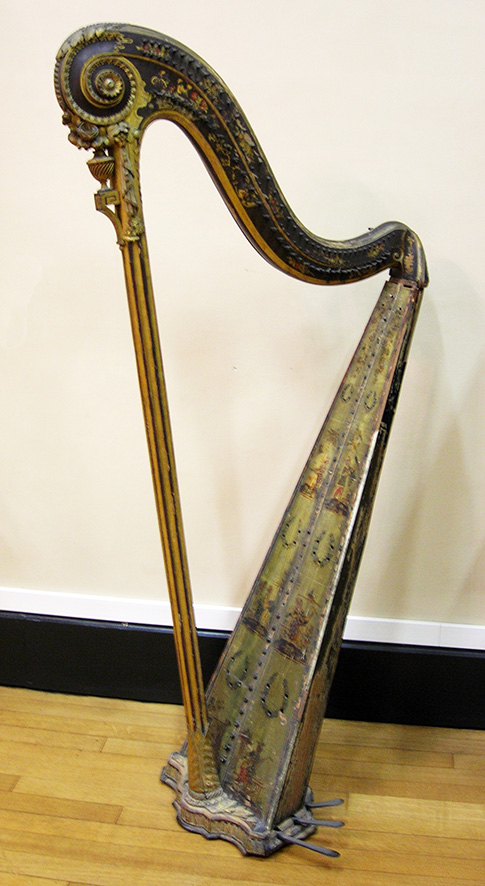
Harpe, Hurtz, 1791.
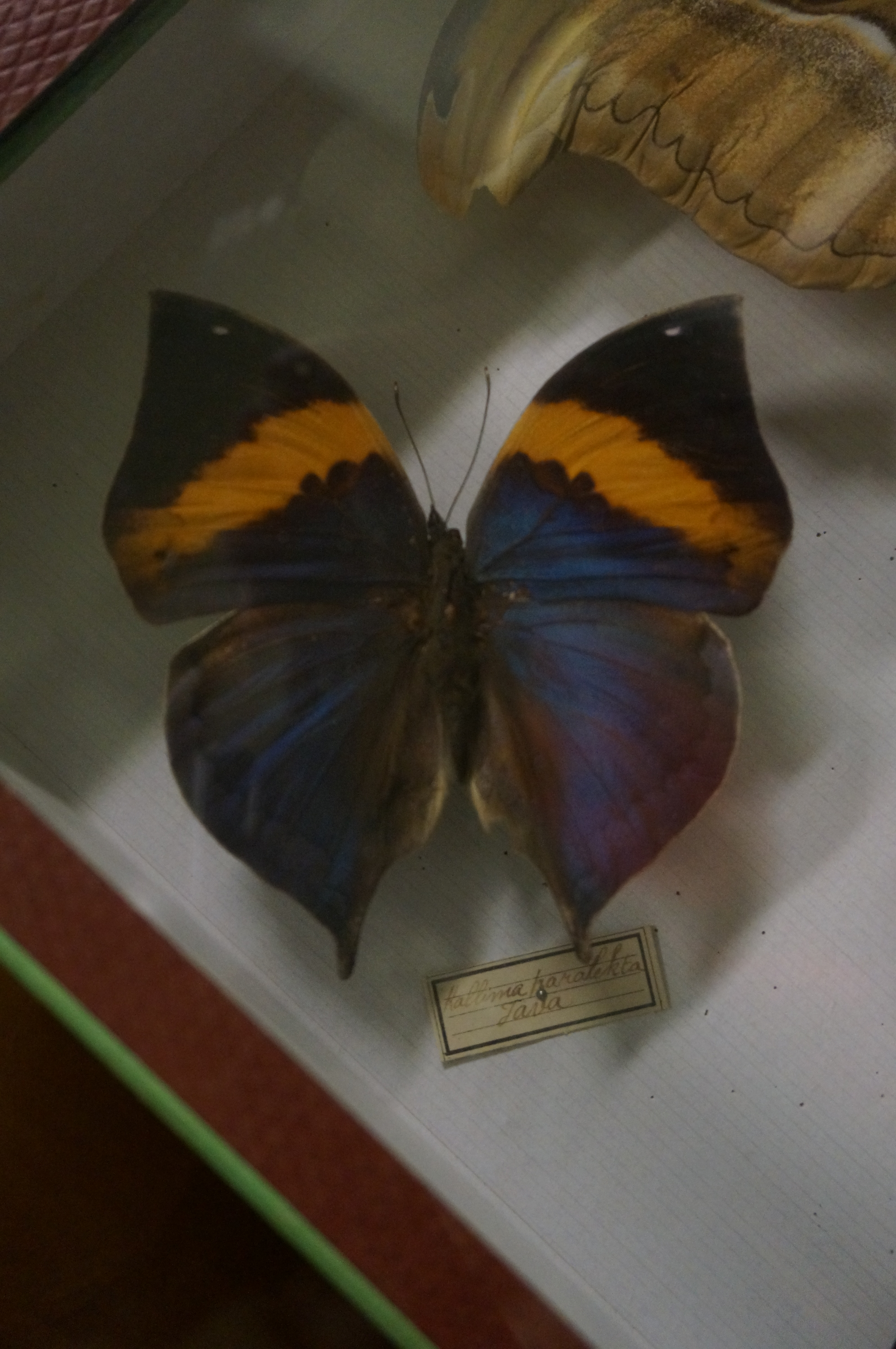
Kallima limborgii.
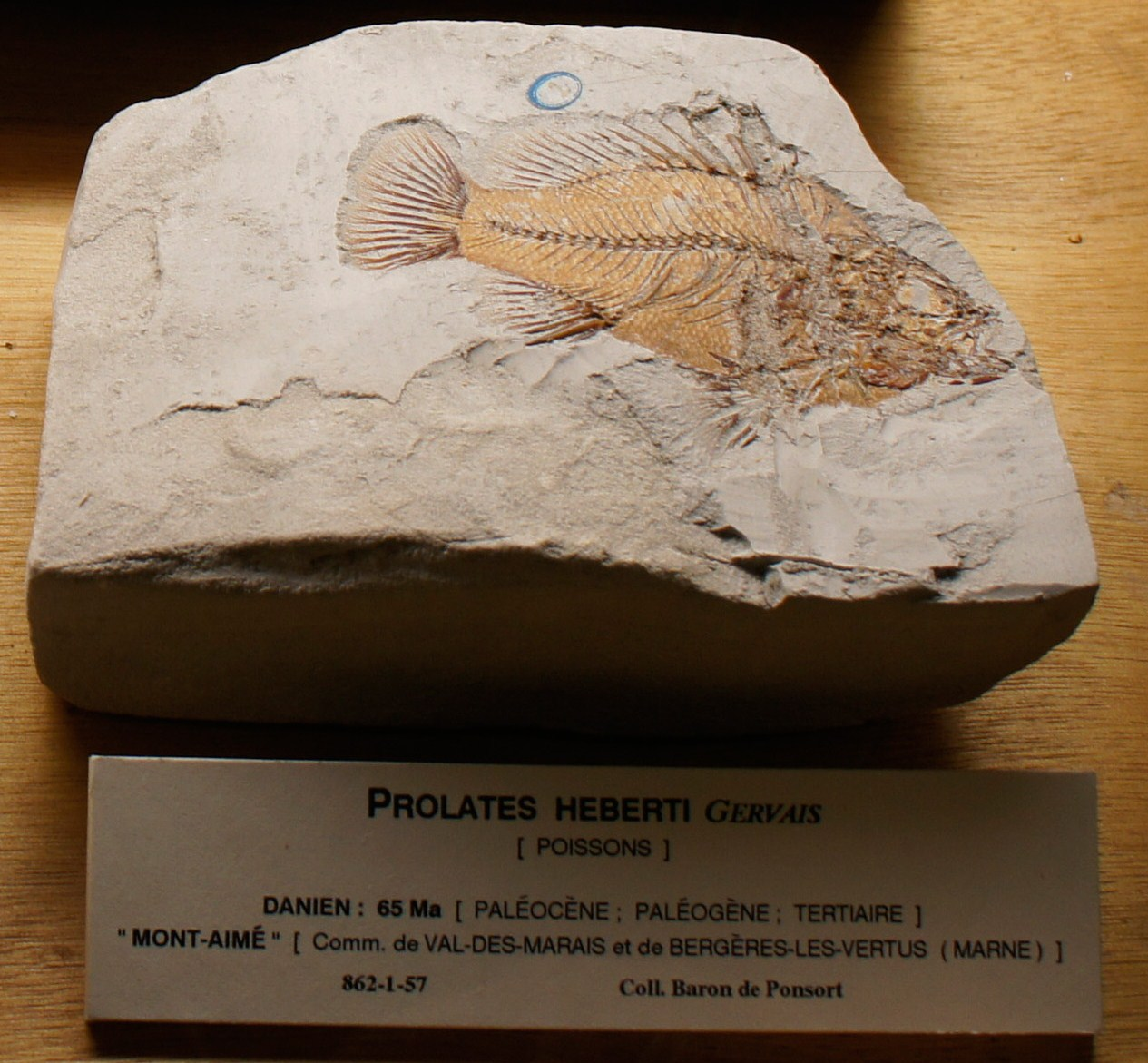
Prolates.

À l'extérieur dans le passage Vendel, collection de taques de cheminées.

## Activités

### Anciennes acquisitions
- Le Curé de Sézanne de Pierre Méjanel, pastel, 1,27 x 1,57 m,  évoquant un épisode de l'ouvrage Légendes de l'Aigle de Georges d'Esparbès, exposée au Salon de 1898 et achetée par l'État en 1898, déposé à la mairie de Châlons-en-Champagne, puis transféré au Musée des Beaux-Arts et d'Archéologie de Châlons-en-Champagne.

### Dernières acquisitions
- Chrétien de Keunick, L'Incendie de Troie (1637).
- Vincent Adriaenssen dit Malo, Moïse conduisant les Israélites en Terre Promise (XVIIe siècle).
- Louise-Laure Beaurefey, Portrait de femme (1903).
- Hans Johannes Tilens, Un caprice d'architecte, Vue du Palatin à Rome.
- Abraham Hondius, Sac et pillage d'un monastère.

Ces acquisitions ont été réalisées par la ville, avec la participation du FRAC (Fonds régional d'acquisition des musées Champagne-Ardenne) et de la SAMCC (Société des amis des musées de Châlons-en-Champagne)
En 2010 la Société des amis des musées de Châlons-en-Champagne a offert une aquarelle d'Adolphe Willette et un dessin de Robert Antral.

### Expositions

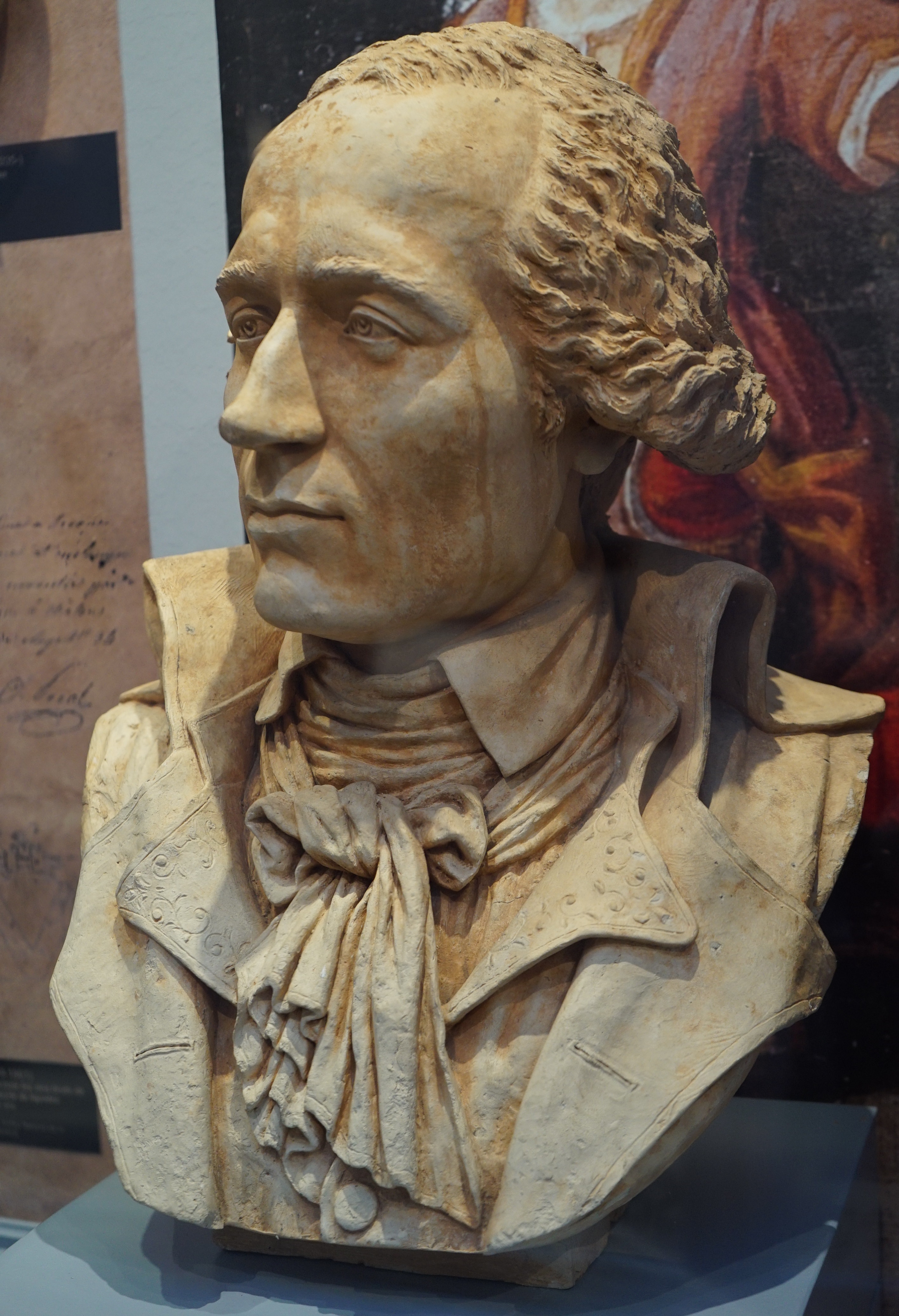
galerie des Châlonnais célèbres : Charles Moignon par Masson-Ouriet.

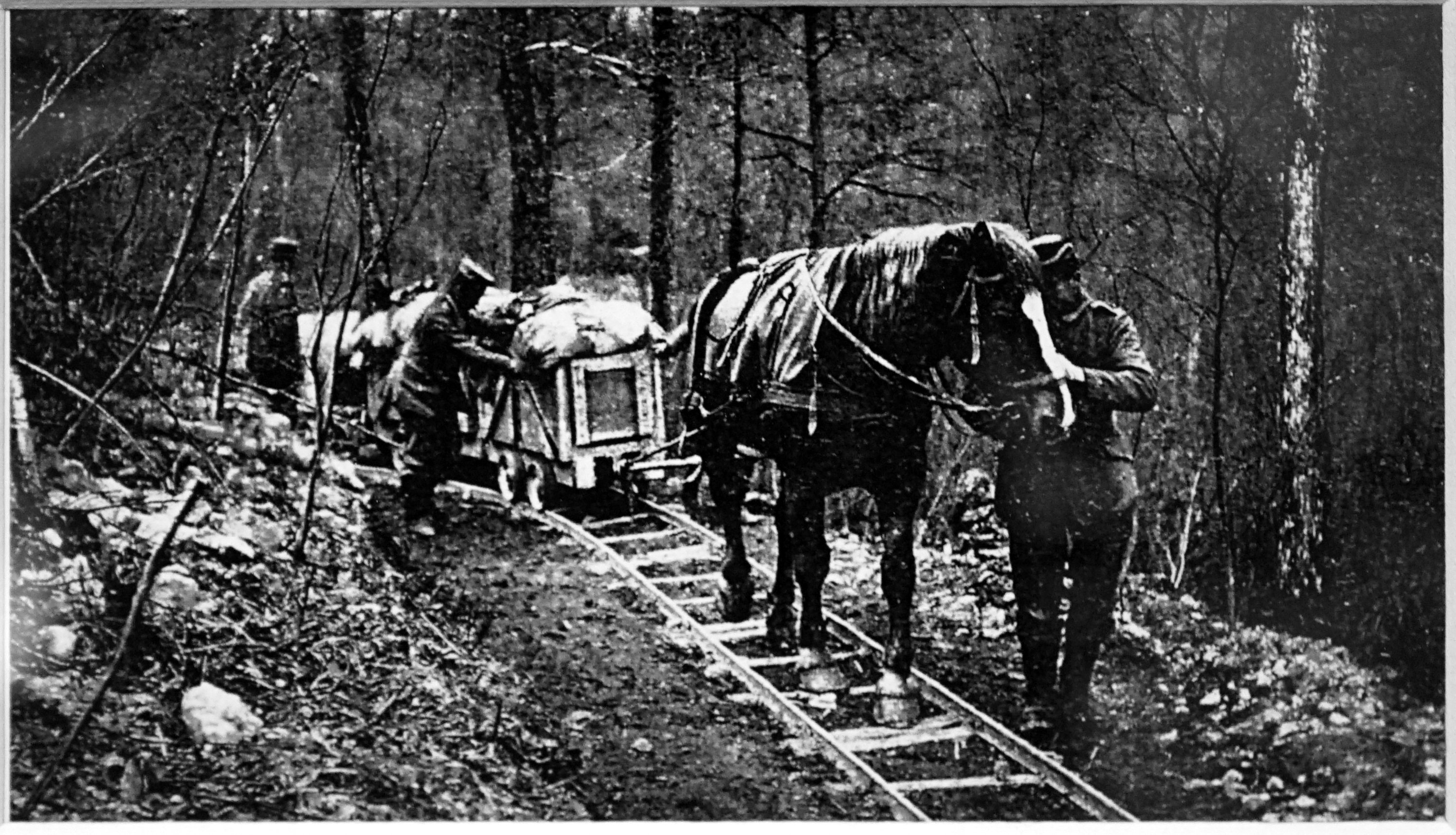
Camp de Borrisewald.

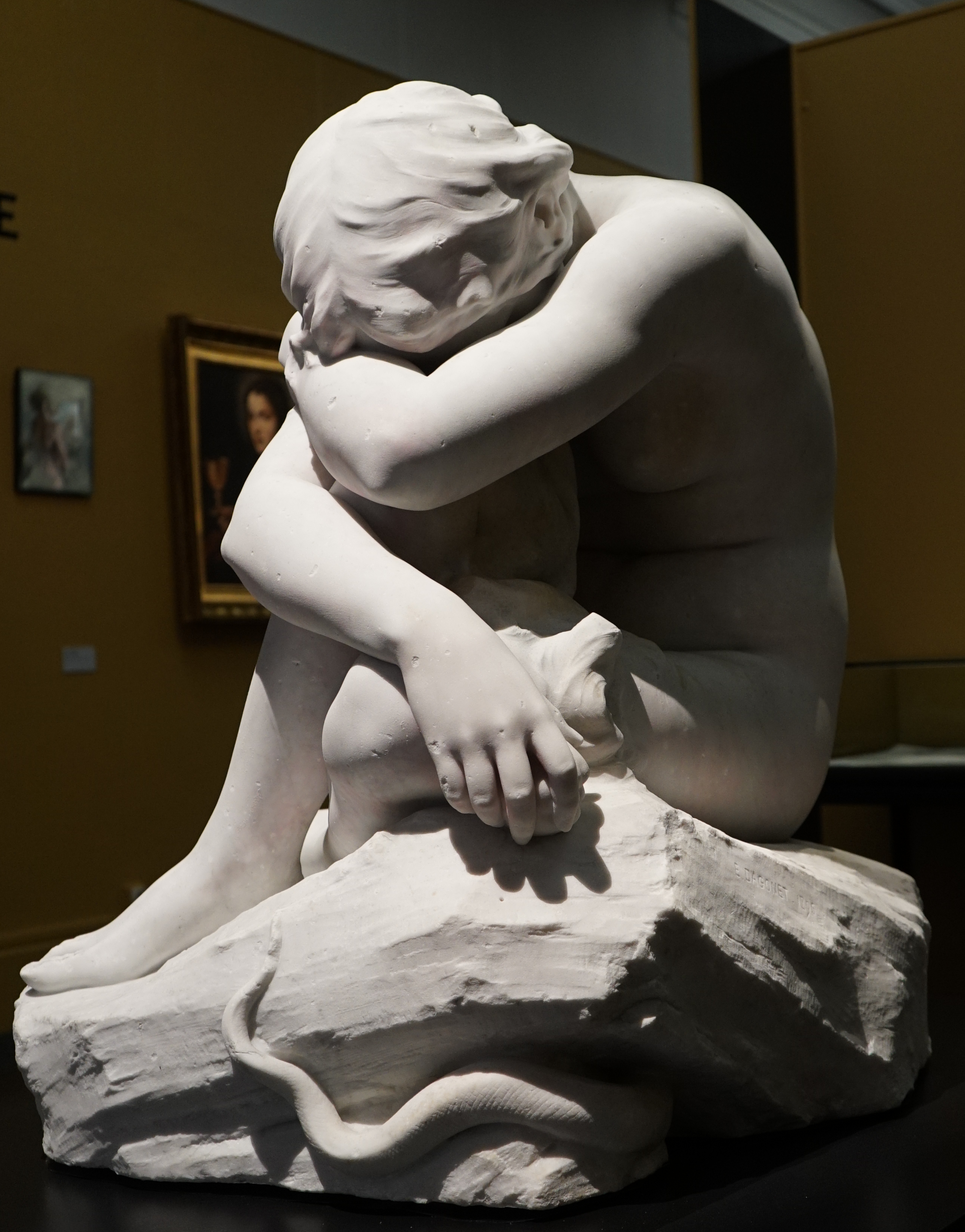
Eve ou paradis perdu de Ernest Dagonet lors de La peinture en regard. Les liaisons mystérieuses'.

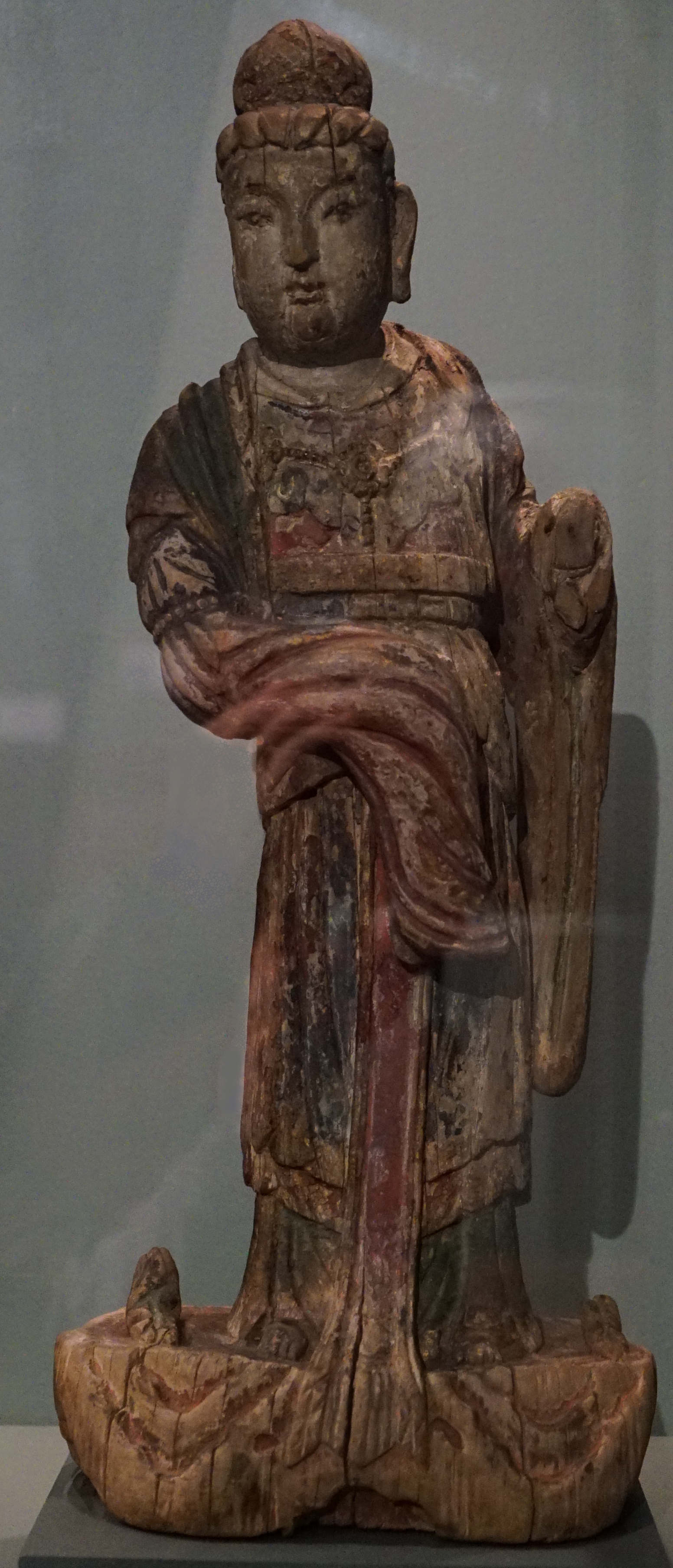
Stature de la Dynastie Ming, collection Pierrat.

En 1978 : Coiffes de la champagne chalonnaise, du 8 avril au 5 juin.

En 1999 : Châlons vu par Louis Barbat, du 18 septembre 31 décembre.

En 2012 : "Attention chantier! Les coulisses du musée" du 15 décembre 2012 au 17 mars 2013

En 2013 : "Sur la route des Indes. Un ingénieur français dans le Tamil Nadu". En partenariat avec le musée du quai Branly-Jacques Chirac, avec l'appui scientifique du Musée Guimet, exposition reconnue d'intérêt national par le Ministère de la Culture et de la Communication. Du 21 septembre 2013 au 28 février 2014.
En 2014 : 
- Les herbiers s’exposent, dans le cadre des "rendez-vous aux jardins"
- Des Arts aux armes. Jacques Degrandcourt (1919-1945). Du 16 mai au 2 novembre 2014, œuvres de l'artiste et résistant Jacques Degrandcourt,
- « Le trésor de Pouilly-sur-Meuse ». Du 19 septembre au 15 décembre 2014.

En 2015: 
- « André des Gachons. Le ciel entre guerre et paix ». Exposition des œuvres de l'artiste météorologiste en collaboration avec Météo France. Du 7 mars au 15 juin 2015.
- « Adjugé ! Dix ans d’acquisitions aux musées de Châlons-en-Champagne ». Du 19 septembre 2015 au 31 janvier 2016
- « Les oiseaux se posent à Châlons ». Exposition à l'occasion de la restauration de 22 spécimens d'oiseaux.

En 2016 :
- "Exposition monstre" du 5 mars au 6 juin, créatures étranges et fantasques tout droit sorties de l’imaginaire foisonnant de Frédéric Voisin.
- « Des Celtes aux Romains. La vie quotidienne en Gaule (Ve s. BC-Ve s. AD) », du 15 juin au 12 septembre 2016
- "Vernis Frais. Dix ans de restauration aux musées de Châlons-en-Champagne", du 1er juillet 2016 au  30 janvier 2017.
- « Voici l’Homme. L’Ecce Homo de Simon de Châlons », du 1er juillet 2016 au 30 janvier 2017.
- "La galerie des Châlonnais célèbres". Exposition permanente dans la galerie Lallement du Musée des Beaux-Arts et d'Archéologie de Châlons-en-Champagne, inaugurée lors des Journées européennes du patrimoine 2016.

En 2017 : 
- "Regards photographiques. Collections des trois FRAC de la Région Grand Est", du 18 février au 22 mai 2017.
- « Champagne ! ». Collection liées au champagne des musées de Châlons.
- « La vie et la mort quotidienne au camp du Borrieswalde en Forêt d’Argonne. Exposition permanente inaugurée lors des journées du Patrimoine 2017
- "La vie en transparence. Châlons en photos, 1920-1950", du  8 juillet 2017 au 29 janvier 2018.

En 2018 : 
- "Acrobates", exposition organisée en partenariat avec le Centre national des arts du cirque, reconnue d'intérêt national par le Ministère de la Culture. Du 7 avril au 29 octobre 2018.
- La peinture en regard. Les liaisons mystérieuses.

En 2019 : Exposition Maurice Pierrat le goût de l'exotisme.
En 2023 : Sortie de réserves, collections des XIXe et XXe siècles.

## Autres musées de Châlons-en-Champagne
- Musée Garinet
- Musée du cloître de Notre-Dame-en-Vaux